# Терористички напад на дворану Крокус
Терористички напад на концертну дворану Крокус сити је масовна пуцњава, праћена детонацијом експлозивне направе и пожаром, која се догодила 22. марта 2024. године у Красногорску, у којој је смртно страдало 144 особе, укључујући петнаесторо деце, а 551 је рањено. Одговорност за напад неколико часова после напада преузео је авганистански огранак Исламске државе — Исламска држава Хорасана (ИД—Х).

## Позадина
Форин полиси, угледни магазин за теме међународних односа, објавио је у почетком маја 2023. анализу медија Исламске државе и њених фракција, оценивши да према писању њихових медија, Русија би могла бити главна мета Исламске Државе и њених фракција после повлачења војске САД из Авганистана и почетка инвазије на Украјину. ИД-ови медији хвалили су својим медијима инвазију Русије на Украјину пишући „овај крвави рат који се данас одвија између православних крсташа — Русије и Украјине — пример је казне која је над њима изречена и заувек залепљена на њих.” Према писању њихових медија, ИД се радовао потенцијалном сукобу не само Украјине и Русије, већ и потенцијалног целог хришћанског Западног света који би се борио између себе. Њихови медији позвали су Алаха да „учини њихове ратове крвавим и усади раздор у њихова срца.”
Научници су посебно подвукли авганистанску фракцију Исламске државе која је названа Исламска држава Хорасана (ИД—Х). Велики Хорасан је историјска регија која је обухватала североисточни Иран, јужни Туркменистан и северни Авганистан. ИД—Х се лета 2022. профилисао као водећи заговорник инвазије Русије на Украјину почевши медијску кампању која је навијала за ескалацију сукоба. Према писању Форин полисија, Русија је још из времена Совјетског Савеза била претња сунитским џихадистима, а то се повећало када су главни авганистански непријатељи Американци, отишли из Авганистана 2021.
| „                                                 | Америка је била бесни непријатељ ислама током прошлог века, а Русија се није показала ништа другачије. | ” |
| — Војс ов Курасан (гласило ИД—Х), 3. август 2022. | |   |

Судећи по ИД—Х, руке Москве су прекривене муслиманском крвљу, посебно у Авганистану, у којем је СССР извршио инвазију дугу једну деценију. Осим Авганистана, ИД—Х је окривио Москву за брутално обрачунавање са Чеченима током чеченских ратова. Они су позвали борце муслиманске вероисповести са обе стране, украјинске Татаре и руске Чечене, да одмах напусте бојна поља и оставе православне војнике да се између себе поубијају.
После повлачења САД из Авганистана, радикалним исламистима главна претња од великих сила постала је Русија. Више од три године Русија је представљала озбиљну потенцијалну мету за терористичке нападе. Позивајући се на контраобавештајне податке из редова Исламске државе, амбасада САД у Русији је 7. марта 2024. године упозорила туристе који се налазе у Москви и Подмосковљу да не посећују јавне догађаје и окупљања, укључујући концерте, због могућности терористичких напада. Председник Руске Федерације В. В. Путин је 19. марта 2024. године упозорења о могућим терористичким нападима у Русији назвао лажном „провокацијом”.

## Хронологија напада
Интернет новине „Маш” објављују да су три неидентификоване особе у маскама ушле на главни улаз тржног центра, отворивши ватру из аутоматских пушака, након чега су се упутиле ка концертној дворани, где је требало да се одржи концерт групе „Пикник”. Настављајући да пуцају на цивиле, бацили су „гранату или запаљиву бомбу”, након чега је у згради дошло до експлозије и избио пожар. Новинска агенција Интерфакс је, позивајући се на прелиминарне податке оперативних служби, јавила да је било од два до пет нападача.
Према ТАСС-у, након тога су „московске јединице СОБР-а и ОМОН-а су подигнуте командом за узбуну, крећу на локацију”. Журнал „Опрез, вести” известила је да је кров на згради почео да се руши, а ватрогасци нису могли да почну да гасе пожар до доласка групе специјалних снага. Дописник журнала је известио о другој експлозији. Према прелиминарним подацима Федералне службе безбедности, у терористичком нападу је погинуло више од 115 особе, а повређено је више од 145 људи. У 21.53 јављено је да је број повређених порастао на 140 људи. У 22.00 јављено је да су терористи можда побегли.

## Каснији догађаји
Розавијација и Руске железнице најавиле су јачање мера безбедности. На транспортним објектима уведен је максималан степен заштите. Истражни комитет Русије отворио је кривични поступак за тероризам у вези са нападом на тржни центар.
У првим сатима након терористичког напада, чак и пре него што су сви детаљи случаја разјашњени, руски политичар Константин Малофејев упоредио је оно што се дешава са талачком кризом у московском театру, указујући на умешаност Украјине, те изјавио да је неопходно „завршити овај рат са победоносним уништавањем непријатеља”. Бивши руски председник Дмитриј Медведев поновио је сличну реторику: „Сви они морају бити пронађени и немилосрдно уништени као терористи. Укључујући и званичнике државе која је починила такво зверство“.
Један број концерата је хитно прекинут у Москви и Санкт Петербургу, а посетиоци неколико тржних центара су евакуисани. У овим градовима, као и у другим регионима Русије, отказани су сви масовни, културни и спортски догађаји планирани за предстојећи викенд. Такође, у појединим образовним установама настава је отказана или пребачена на учење на даљину.
До 23.19 кров зграде се делимично урушио, а последњи спрат је потпуно изгорео. Прелиминарна штета је најмање 10 милијарди рубаља. У 00.56 Министарство за ванредне ситуације Русије је саопштило локализацију пожара.
У сатима након напада, 11 особа је ухапшено, од којих четворо терориста који су директно учествовали у нападу. Четворо који су директно учествовали у нападу су заустављени у Брјанској области, недалеко од границе са Украјином, где су, по руским званичницима, намеравали да пређу. Главни уредник РТ-а, Маргарита Симоњан, је дан после напада објавила видео испитивања једног од осумњичених, који тврди да су му организатори напада, преко друштвене мреже Телеграм, понудили 500.000 рубљи (5.400 долара) за извршење напада, и да су добили детаљне инструкције где и како да нападну, и да су им оружје дали непознати организатори.
Четири нападача су, са модрицама по лицу и завојима, изведени пред суд у Москви са оптужбама за терористички акт. Идентификовани су као Далерџон Мирзојев, Саидакрами Муродали Рачабализода, Шамсидин Фаридуни и Мухамедсобир Фајзов. Сва четворица су држављани Таџикистана, а Мирзојеви и Рачабализода су се изјаснили кривим за учињена дела. Суд је одредио притвор до 22. маја 2024. године.

## Међународна реакција
Неколико минута након извештаја о терористичком нападу, државе и невладине организације, попут Уједињених нација и Сједињених Америчких Држава, изразиле су саучешће и подршку Русији и њеним становницима. САД саопштиле да су „упознате са извештајима о пуцњави и сматрају да је снимак са лица места ужасан”, и да нису имали унапред информације о конкретној трагедији, али да су имали сазнања добијених у контраобавештајном раду да су могући терористички напади, као и то да су они обавестили званично и власти у Русији 7. марта 2024. године. Председник Руске Федерације В. В. Путин је, 19. марта 2024. године, упозорења о могућим терористичким нападима у Русији назвао лажном „провокацијом“.
Низ земаља и ентитета је изразио саучешће жртвама и осудио терористички напад: Египат, Казахстан, Азербејџан, Киргистан, Италија, Србија, Немачка, Луксембург, Катар, Куба, Палестина, Боливија, Иран, Венецуела, Узбекистан, Република Српска, Турска, Јерменија, Малта, Абхазија, Јордан, Саудијска Арабија, Француска, Таџикистан, Мексико, Колумбија, Аустрија, УАЕ, Сирија, Словачка, Молдавија, Израел, Бахреин, Грчка, Аргентина, Норвешка, Белгија, Холандија, Чиле, Црна Гора, Шкотска, Еквадор, Перу, Мађарска, Уругвај, Панама, Мароко, Нови Зеланд, Гватемала, Ирска, Мали, Тунис, Туркменистан, Индија, Коста Рика, Јапан, Тајланд. и Јужна Осетија.
Саветник шефа Канцеларије председника Украјине Михаил Подољак изјавио је да Украјина нема никакве везе са пуцњавом/експлозијама, док је војно-обавештајна служба украјинског министарства одбране оптужила руске специјалне снаге да су организовале напад по Путиновом наредбама.
Патријарх српски Порфирије изразио је саучешће поводом терористичког напада у Москви и поручио да је Српска православна црква уједињена са руским народом у болу и молитви за пострадале.